# لوحة نعرمر

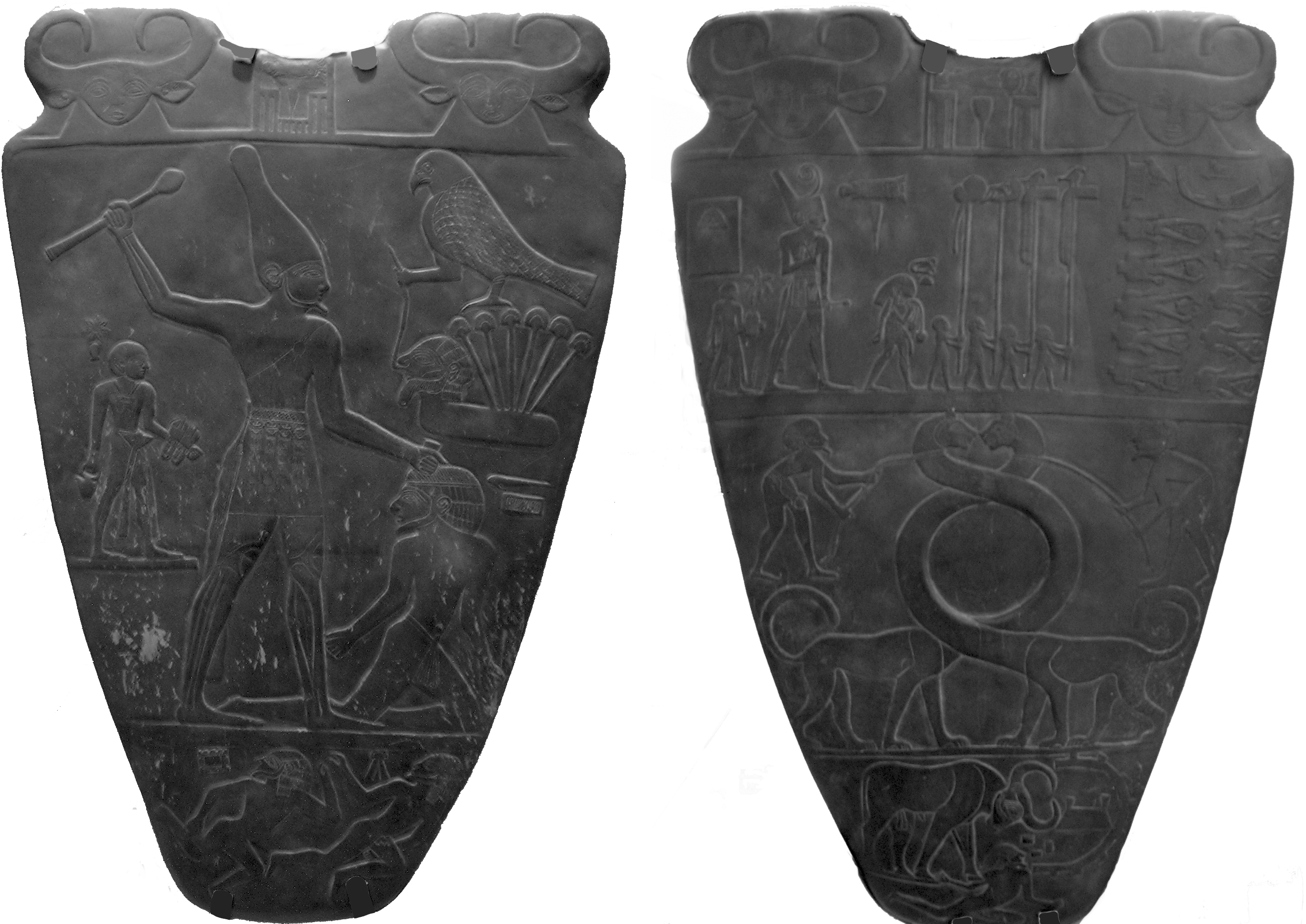
لوحة نعرمر (الواجهة إلى اليسار، والخلفية إلى اليمين). 3200 قبل الميلاد

مينا أو نعرمر هو أول ملوك الأسرة الأولى الذي حقق الوحدة بين شمال مصر وجنوبها وأسس عاصمة جديدة للبلاد وسماها «إنب حج» أي الجدار الأبيض ثم أصبح إسمها (من نفر) أي ثابت وجميل في الأسرة السادسة وتحرف هذا الاسم بعد دخول العرب مصر وأصبحت مدينة منف. توجد آثار تلك المدينة الآن قرب قرية ميت رهينة بالبدرشين التي تتبع محافظة الجيزة حالياً.
اسم الفرعون على اللوحة «نعر-مر» ، ومكتوب برمزين «سمكة القرموط» وتنطق «نعر»، و«إزميل» وينطق «مر». لهذا الاختلاف في نطق الاسم، كما يعتقد أن للاسم عدة معاني ولم يتفق علماء الآثار على المعنى الحقيقي للاسم:-
1- محبوب المعبودة نعرت (إلهة النيل وقتها)
2- فاتح الطرق
3- قاتل سمكة النعر (القرموط - حيث اعتبرها قدماء المصريين سمكة نجسة لأنها السمكة الوحيدة التي أكلت من جسم أوزوريس بعد إلقائه في النيل، وفقاً لأسطورة إيزيس وأوزوريس.
انقر الصورة لكي ترى اسم «نعر-مر» في المربع العلوي على اللوحة بين رأسي الإلهة حتحور الممثلة بالبقرة.

## معلومات عن اللوحة
عثر عليها العالم البريطاني كويبل في هيراكونبوليس بالقرب من إدفو وهي من حجر الشيست الأخضر.
تعتبر لوحة نعرمر من أول اللوحات التاريخية، كتبت ورسمت في عهد الفرعون نعرمر الذي وحد الوجهين المصريين: الوجه الجنوبي ويسميه المصري القديم «تا-شمعو» أي أرض الجنوب، وأرض الشمال والتي كانت تسمى لدى المصري القديم «تا-محو»، وكوّن بذلك أول دولة تحكم مركزيا من منف في التاريخ.

## شرح اللوحة
أولا: الوجه الأول:-

شرح للمعلومات الواردة في اللوحة

جزء من الوجه الأمامي للوحة

في أعلى اللوحة نجد وجهان لإمرأه لها أذنى وقرنى بقره وهي الإلهه بات (والتي سميت حتحور بعد ذلك) وبين والوجهين نجد واجهة القصر «السِرخ» ونقش بداخله اسم نعرمر.
في الصورة اسفلها نجد الفرعون مصورا بحجم كبير يلبس تاج مصر العليا (الجنوبية)الأبيض ويمسك بيده سلاحه ليضرب به أحد أعدائه الشماليين (التي تميزه باروكة الشماليين)، وخلف الملك حامل صندل الملك ومعه وعاء من الماء. وأمام الملك نجد الإله حورس في هيئة الصقر وهو يقدم للملك رأس أسير وجسمه عبارة عن علامة الأرض عند المصريين القدماء ويخرج منها نبات البردى أي دليل على أنها أرض الشمال ومعنى ذلك أن حورس يقدم للملك أرض الدلتا ليحكمها ويبسط عليها نفوذه.
بعد ذلك نجد في أسفل اللوحة اثنان من الأعداء يهربان وبجوار كل منهما اسم مقاطعته (بوتو وسايس) كل منهما ينظر ورائه دليلاً على قوة ما يهربان منه، وبجوارهما رسما لحصنهما الذي استولى عليه نعرمر.
ثانياً: الوجه الثاني:-

جزء من الوجه الخلفي للوحة

نجد أولا في أعلى الصورة المنحوتة نفس وجهى المعبودة بات وبينهما السِرخ،
أسفلها منظر يصور انتهاء الحرب ويمشى الملك في موكب النصر المتجه لمعبد مدينة بوتو المقدسة، وهنا يلبس الملك التاج الأحمر تاج الدلتا وورائه حامل الصندل وأمام الملك كبير وزرائه وفوقه كلمة «سات» يعنى وزير، وأمام الوزير حملة الأعلام. ومن الأعلام نستنتج أن مصر القديمة كانت أول من يكوّن حكومة مركزية في التاريخ، حيث يرجع تاريخ تلك اللوحة وهذا الحدث إلى 3100 سنة قبل الميلاد. ونجد على أقصى اليمين مجموعة من الأسرى مقطعة رقابهم وموضوعة بين أقدامهم ونرى أن جميع الأسرى أقدامهم مواجهة لبعضها ما عدا إثنين منهم، وذلك تمييزاً لهما ويعتقد أنهما قائدين من الشمال.
أسفل هذا المشهد نجد صورة لحيوانين خرافيين متشابكة متشابكة الأعناق ليشكلوا بؤرة الصلاية لطحن كحل الملك وفي نهاية اللوحة نجد الملك مصوّرا على هيئة «ثور» قوي دليلاً على قوته يدمر أحد حصون الأعداء ويطأ بقدمه أحد الأعداء.